# Amalie Weidner-Steinhaus
Amalie Weidner-Steinhaus, wcześniej Elisabeth Steinhaus (ur. 4 stycznia 1876 na Ruhrorcie, zm. 3 lutego 1963 w Duisburgu) – niemiecka poetka. Napisała liczne artykuły w dialekcie nadreńsko-frankońskim. Członkini ruchu oporu przeciwko narodowemu socjalizmowi.

## Życiorys
Amalie Weidner-Steinhaus urodziła się w 1876 i mieszkała przy ulicy Luizy 23 (niem. Luisenstrasse 23). Całe swoje życie spędziła na Ruhrorcie. Opublikowała wiele wierszy i opowiadań. Napisała między innymi: „Jan on Gretje” w 1930 i „Liewe olde Ruhr” w 1951.
Weidner-Steinhaus wyszła za mąż 6 lutego 1898 w Essen za Gustava Adolfa Weidnera i przyjęła dwa nazwiska – Weidner-Steinhaus. Po ślubie prowadziła z mężem cukiernię. 4 listopada 1933 Weidner-Steinhaus rozwiodła się.
Zmarła w 1963 i została pochowana na cmentarzu, na Ruhrorcie.

## Dzieła
- 1930: Jan on Gretje: Geschichskes üt de Ruhr;
- 1931: Ruhrort mit dem größten Binnenhafen der Welt in Wort und Bild aus alter Zeit: Wahre Stöckskes on Lietjes üt de olde Ruhr;
- 1951: Liewe olde Ruhr;
- 1954: Muttersprache, Mutterlaut: In plattdeutscher Mundart; mit vielen hochdeutschen Übersetzungen der volkstümlichsten Ausdrucksweisen; der Jugend und den Freunden der plattdeutschen Muttersprache zugeeignet.

## Upamiętnienie

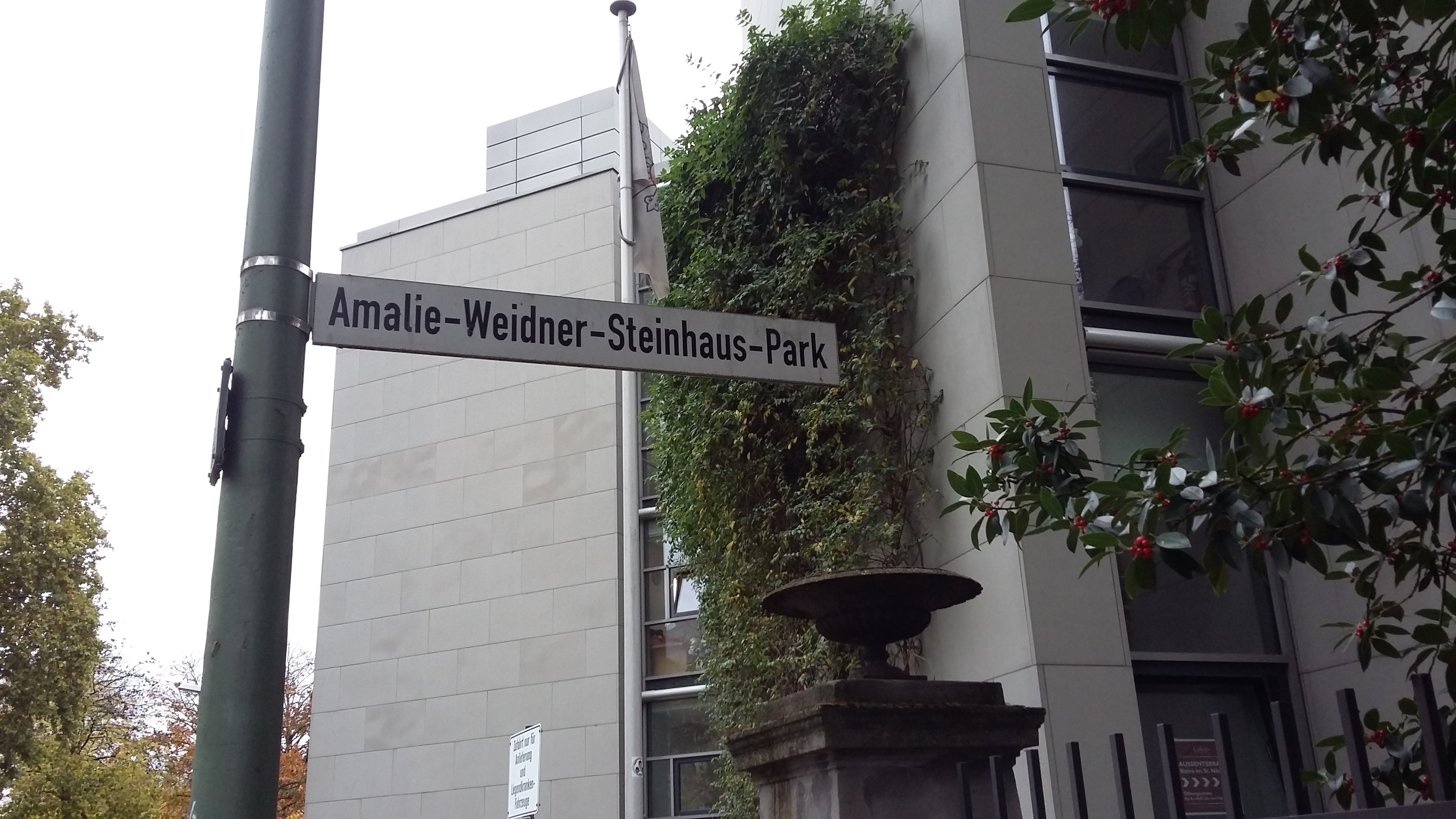
Park pisarki Amalie Weidner-Steinhaus (2020)

5 września 2008 zadedykowano jej park przy ulicy portowej – (niem. Hafenstrasse) w dzielnicy Duisburga.